# Thembsie Matu
Nomathemba 'Thembisile' Matu née en 1966, connue professionnellement sous le nom de Thembsie Matu, est une actrice et présentatrice de télévision sud-africaine. Elle est connue pour ses rôles dans des feuilletons télévisés tels que Tshisa, Rockville et The Queen.

## Biographie

### Enfance et éducation
Matu est née en 1966 à Katlehong, Afrique du Sud. Elle a grandi avec sa mère après que son père les a abandonnés.

### Vie privée
Elle a épousé Peter Sebotsa, un ministre anglican, qui est mort à la suite d'une noyade dans la piscine familiale en juin 2019,. Elle est mère de deux enfants : une fille et un fils. En 2021, elle a contracté le COVID-19 et a passé cinq semaines à l'hôpital,,.

### Carrière
En 1987, elle fait ses premiers pas professionnels sur scène dans la pièce Sekunjalo. Par la suite, elle a joué dans les pièces What A Shame (1989) et Give A Child (1989). En 1994, elle intègre la télévision avec le feuilleton Mama's Love, puis dans le feuilleton Lahliwe (1999).
En 2006, elle est apparue dans la série dramatique Tshisa de SABC1 dans le rôle de Nomathamsanqa. Elle a continué à jouer ce rôle pendant six ans. Parallèlement, en 2006, elle a joué dans la série télévisée dramatique The Lab de la chaîne SABC3. Dans ce feuilleton, elle a joué le rôle récurrent de Zinhle jusqu'en 2008. Elle a également rejoint la mini-série SABC1 uGugu no Andile et a joué le rôle invité de « Teacher ». En 2008, elle est présente dans le feuilleton e.tv Rhythm City dans le rôle invité de Sis Bee. Pendant cette période, elle a joué des rôles de soutien et des rôles invités dans de nombreux feuilletons télévisés tels que Zone 14, Gaz'lam, Home Affairs, Zero Tolerance, The Lab et Jacob's Cross. En 2009, elle a joué dans le film comique Finding Lenny, réalisé par Neal Sundstrom. Après cela, elle a rejoint la sitcom Abo Mzala de SABC1 et a joué le rôle de Zodwa dans la deuxième saison, qui était précédemment joué par Lusanda Mbane.
En 2011, elle a joué le rôle de Novezake dans la première saison du feuilleton Intsika de SABC1. Puis, la même année, elle a rejoint le feuilleton Soul Buddyz pour jouer le rôle de soutien de Mme Vilakazi. Après cela, elle apparaît dans la série The Wild dans le rôle de Gertrude. L'année suivante, elle a joué dans la deuxième saison de la série Moferefere Lenyalong de SABC2, dans le rôle de Boreng. En 2013, elle est apparue dans Rockville dans le rôle de Sis Ribs, où elle a été nommée pour la meilleure actrice de soutien dans un drame télévisé lors des South African Film and Television Awards (SAFTA) 2014. Elle a continué à jouer dans de nombreuses séries télévisées au cours des années précédentes, notamment Abo Mzala, Thandeka's Diary, MTV Shuga et Thuli noThulani. Cependant, son rôle le plus populaire à la télévision a été celui de la telenovela The Queen de Mzansi Magic, où elle a joué le rôle de « Petronella »,. Cette popularité lui a permis de continuer à jouer ce rôle de la saison 2 à la saison 6 en 2021,.
Outre son rôle à la télévision, elle est apparue dans la publicité pour l'insecticide Doom. En 2018, elle a été nommée pour la diva extraordinaire de l'année lors des Feather Awards 2018. En 2019, elle a co-animé l'émission Fragrance Your Life avec Nomsa Buthelezi diffusée sur e.tv. Dans le même temps, elle a également remporté les prix de l'actrice préférée et du choix ultime des téléspectateurs lors des DStv Mzansi Viewers' Choice Awards 2018.

## Filmographie

### Cinéma
- 2009 : Gangster's Paradise: Jerusalema : The Loan Shark
- 2009 : Finding Lenny : Big Momma

### Télévision
- 2006 : Tshisa : Nomathamsanqa
- 2006 : Zone 14 : Aunt Napho
- 2006 : Gaz'lam : Woman 3
- 2006 : Home Affairs : Nolitha
- 2006 : Zero Tolerance : Stella Hadebe
- 2006 : The Lab : Zinhle
- 2007 : Jacob's Cross :	Rebecca
- 2007 : Nomzamo :	Gladys
- 2008 : Rhythm City :	Sis Bee
- 2008 : uGugu no Andile :	Teacher
- 2008 : Izingane zoBaba :	Rose
- 2011 : Intsika :	Novezake
- 2011 : Soul Buddyz :	Mrs Vilakazi
- 2011 : The Wild :	Gertrude
- 2011 : Moferefere Lenyalong :	Boreng
- 2013 : Rockville :	Sis Ribs
- 2013 : Zaziwa :	Herself
- 2014 : Skeem Saam :	Ousie Tlaki
- 2015 : Abo Mzala :	Zodwa
- 2015 : Thandeka's Diary :	Ntombi
- 2017 : MTV Shuga :	Mama Chillaz
- 2017 : Thuli noThulani :	Mrs Zondi
- 2017 - Présent : The Queen :	Petronella